# 個人情報保護委員会 (大韓民国)
個人情報保護委員会（こじんじょうほうほごいいんかい、英: Personal Information Protection Commission）は、大韓民国の行政機関の一つ。

## 概要
2011年に韓国で個人情報保護法が成立したことに伴い、同年9月30日に創設。当初は大統領所属の委員会として創設されたが、2020年に個人情報保護法が改正されたことに伴い、個人情報保護業務の一元化を目的に、国務総理所属の中央行政機関の形に改められた。
機能としては概ね日本の個人情報保護委員会に相当するが、個人情報に関連する紛争を調停する「個人情報紛争調停委員会」を傘下に持ち、個人情報漏洩事故の際に独自に損害賠償等に関する調停を行うなど、日本とは異なる部分もある。